# Gran Sinagoga de Bagdad
La Gran Sinagoga de Bagdad (en árabe: كنيس بغداد العظي) también conocida como la Sinagoga Shaf ve’Yativ, es tradicionalmente el lugar donde se cree que estuvo una sinagoga construida por el rey Jeconías quien fue exiliado de la Tierra de Israel a Babilonia en el año 597 antes de Cristo. Se dice que el material recogido de las ruinas del Templo de Jerusalén fue utilizado en su construcción. El edificio ahora sirve como un museo en el que la sinagoga fue reconstruida.